# ゲオルク (ザクセン王太子)
ゲオルク・フォン・ザクセン（ドイツ語: Georg von Sachsen, 1893年1月15日 - 1943年5月14日）は、ザクセン王国最後の王太子。

## 生涯
1893年、ザクセン王太子フリードリヒ・アウグストとその妻のオーストリア＝トスカーナ大公女ルイーゼの長男としてドレスデンに生まれ、1904年に父が即位（フリードリヒ・アウグスト3世）するのに伴って王太子となった。第一次世界大戦初期、従軍したゲオルクは足に重い傷を負い、これに苦しんだ。1915年、ドイツ皇帝ヴィルヘルム2世は「昨今の戦闘での戦功を認める」としてゲオルクに一等鉄十字章を授けた。
1918年春、ゲオルクとヴュルテンベルク王国の王位継承者アルブレヒト公の長女マリア・アマーリアとの婚約が発表された。しかし同年11月13日に父王が退位してザクセンの王制が倒れると、ゲオルクは聖職者になろうと考えるようになり、この婚約を破棄した。マリア・アマーリア公女は1923年に早世した。
父王が退位してまもなく、ゲオルクはフランチェスコ会に入会したが、同会が理知性に重きを置かないことに飽き足らず、イエズス会に移った。1923年、ゲオルクは正式にザクセンの王位継承権を放棄してイエズス会の司祭となった。ザクセン王家の相続人の地位は次弟のフリードリヒ・クリスティアンに移った。
ゲオルクは一般に「ゲオルク神父（Vater Georg）」と呼ばれ、姓は「フォン・ザクセン（von Sachsen）」を用いた。ゲオルクはベルリンで宗教活動に従事し、ナチス政府からユダヤ人たちを守った、と言われる。こうした姿勢は親ナチスだった妹の夫たち、ホーエンツォレルン＝ジグマリンゲン家のフリードリヒやフランツ・ヨーゼフと対照的だった。
1943年5月14日、ゲオルクはベルリンのグロース・グリーニッケ湖で遊泳中に死んだ。遺体は死後数週間経ってから発見され、検死の結果、死因は心臓発作とされた。その死については証拠はないものの、ナチス親衛隊またはゲシュタポによる暗殺だった、と信じられている。